# Roger Bernat
Roger Bernat (Barcelona, 1968) és un dramaturg català. La seva obra s'ha caracteritzat com a teatre participatiu o immersiu. Entre els premis que ha rebut destaca el Premi Sebastià Gasch d'Arts Parateatrals 2017.

## Biografia
Inicia la seva formació en el camp de l'arquitectura a partir de la qual s'interessa pel teatre. Estudia Direcció i Dramatúrgia a l'Institut del Teatre de Barcelona on es gradua amb el Premi Extraordinari 1996. L'any 1997 funda General Elèctrica amb Tomàs Aragay entre d'altres, un Centre de Creació per al Teatre i la Dansa que l'any 2001 tanca. Ha dirigit i creat projectes teatrals com 10.000 kg (Premi Especial de la Crítica 96/97); Confort Domèstic (Premi de la Crítica al Text Dramàtic 97/98), Àlbum, Trilogia 70, Bones Intencions, el cicle Bona Gent, LA LA LA LA LA, Amnèsia de Fuga o Tot és perfecte.
El 2008 comença a crear espectacles en què el públic ocupa l'escenari i es converteix en protagonista: “els espectadors travessen un dispositiu que els convida a obeir o a conspirar i, en qualsevol cas, a pagar amb el seu propi cos i comprometre’s”. Alguns d'aquests espectacles són Domini Públic (2008), Pura coincidència (2009), La consagración de la primavera (2010), Please, Continue: Hamlet (2011), Pendiente de voto (2012), Desplazamiento del Palacio de La Moneda (2014), Numax-Fagor-plus (2014) o We need to talk (2015).
L'any 2017 participa a la Documenta 14 amb la peça The place of the Thing.
El 2020 en mig del confinament del Covid19 va intervenir la web del Teatre Lliure amb ENA, una màquina de fer teatre utilitzant intel·ligència artificial amb col·laboració amb la parella d'artistes digitals Varvara & Mar.

## Obres
- Sodoma (Grec, Barcelona, 2020)
- Flam (Teatre del CCCB, Barcelona, 2019)
- Uti et abuti (La Pedrera, Barcelona, 2018)
- The place of the thing (Documenta 14, Atenes-Kassel, 2017)
- No se registran conversaciones de interés (MUCEM, Marsella, 2016-17)
- We need to talk (Temporada Alta, Girona, 2015)
- Numax-Fagor-plus (KunstenFestivalDesArts, Brussel·les, 2014)
- Desplazamiento del Palacio de la Moneda (STML, Santiago de Xile, 2013)
- Pendiente de voto (Centro Dramático Nacional, Madrid, 2012)
- Please, Continue: Hamlet (amb Yan Duyvendak) (Théâtre du Grütli, Ginebra, 2011)
- La consagración de la primavera (Teatro Milagro, México, 2010)
- Pura coincidència (Temporada Alta, Girona, 2009)
- Domini públic (Teatre Lliure, Barcelona, 2008)

## Publicacions
- Roger Bernat i Roberto Fratini, "Seeing Oneself Living" a Anna R. Burzynska (ed.) Joined Forces: Audience participation in theatre. Alexander Verlag, Berlin, 2016.
- Roger Bernat, "Pendiente de voto" a Juan Pedro Enrile, Teatro relacional: Una estética participativa de dimensión política. Editorial Fundamentos, Madrid, 2016.
- Roger Bernat i Ignasi Duarte (eds.), Querido Público. El espectador ante la participación: jugadores, usuarios, prosumers y fans. CENDEAC, Múrcia, 2009.